# Jackie Blue
«Jackie Blue» es una canción interpretada por la banda estadounidense The Ozark Mountain Daredevils. Fue publicada en enero de 1975 como el segundo sencillo de su álbum It'll Shine When It Shines.

## Composición y arreglos
El baterista de Ozark Mountain Daredevils, Larry Lee, escribió «Jackie Blue». Lee se inspiró en un traficante de drogas y camarero que había conocido. Más tarde comentó que nunca lo veía durante el día. La canción apareció por primera vez en forma embrionaria en Nixa Trout Farm, donde the Daredevils concibieron y ensayaron las canciones para su álbum It'll Shine When It Shines en los últimos meses de 1973. Mike Granda recordaría a Lee adelantando la canción para la banda como “Ooh, ooh, ooh, ooh Jackie Blue/ He was dada, and dada doo/ He did this, he did that/ He went here, he went there/ Blah, blab, blab Ooh ooh Jackie” y, a pesar de su letra obviamente apresurada, la canción fue considerada lo suficientemente pegadiza como para ser interpretada “tal cual” en los shows en vivo que the Daredevils dieron antes de grabar la mayor parte de su próximo álbum en el granero de Ruedi Valley Ranch cerca de Bolivar, Missouri en el verano de 1974.
Incluso en su forma preliminar, la canción de Lee impresionó mucho al productor Glyn Johns, que se aseguró de que llegara a la versión final para su inclusión en el álbum. The Daredevils habían completado pistas preliminares para todos los cortes potenciales del álbum cuando dejaron Missouri para ir a Los Ángeles a mezclar las pistas favoritas en Sunset Sound. La excepción fue «Jackie Blue», que solo se había grabado como instrumental. En Sunset Sound, después de que Johns sobregrabara el piano de cola del estudio en el que Lee tocaba en el rancho, Lee le cantó a Johns la letra centrada en un hombre. Johns protestó, como Lee recordaría: “No, no, no, amigo. Jackie Blue tiene que ser una mujer”. Luego, Johns hizo que Lee y su compañero de banda Steve Cash salieran para “regenerar” la letra. “Nosotros comenzamos de nuevo con algunas de las letras [de Lee], las cambiamos y escribí un par de versos”, declaró Cash en el libro biográfico de la banda, It Shined. Lee añadió: “Simplemente creamos una letra nueva en unos treinta minutos. Pasamos de ser un chico drogadicto a ser una chica solitaria”.

## Recepción de la crítica
Un escritor no especificado de la revista Cash Box señaló que la melodía tiene “una cualidad inquietante que es realmente cautivadora”, y lo atribuyó a las influencias del sur de California y de the Beach Boys.

## Rendimiento comercial
En Estados Unidos, «Jackie Blue» debutó en el puesto número 95 en la lista Top 100 Singles durante la semana que terminó el 8 de febrero de 1975, donde se desempeñó como el sexto debut más alto de la edición. Después de escalar de manera constante la lista durante catorce semanas consecutivas, encabezó la lista el 10 de mayo, donde desplazó «He Don't Love You (Like I Love You)» de Tony Orlando and Dawn de la posición más alta. «Jackie Blue» se mantuvo en el número uno durante dos semanas antes de ser desplazada por «Shining Star» de Earth, Wind & Fire. El sencillo salió de la lista Top 100 Singles el 14 de junio de 1975 en el número 60; en total, pasó diecinueve semanas consecutivas entre los rankings de la lista.
Fuera del país natal de la banda, el sencillo tuvo un éxito comercial similar. En Canadá, «Jackie Blue» debutó en el puesto número 86 de la lista RPM Top Singles durante la semana que terminó el 22 de marzo de 1975, donde se desempeñó como el décimo debut más alto de la edición. En su novena semana en la lista, «Jackie Blue» alcanzó el puesto número 2; se mantuvo fuera del primer puesto por «Thank God I'm a Country Boy» de John Denver. «Jackie Blue» salió de la lista Top Singles el 12 de julio en el número 50; en total, pasó dieciséis semanas consecutivas entre los rankings de la lista. También alcanzó el puesto número 27 en la lista australiana Kent Music Report.

## Posicionamiento

### Gráfica semanal
| Gráfica (1975)                            | Pico de posición |
| ----------------------------------------- | ---------------- |
| Australia (Kent Music Report)             | 27               |
| Canadá (RPM Top Singles)                  | 2                |
| Estados Unidos (Billboard Hot 100)        | 3                |
| Estados Unidos (Cash Box Top 100 Singles) | 1                |

### Gráfica de fin de año
| Gráfica (1975)                     | Pico de posición |
| ---------------------------------- | ---------------- |
| Australia (Kent Music Report)      | 193              |
| Canadá (RPM Top Singles)           | 40               |
| Estados Unidos (Billboard Hot 100) | 30               |